# 산 무수물 가수분해효소

산 무수물의 일반적인 예

GTP의 구조

산 무수물 가수분해효소(酸無水物加水分解酵素, 영어: acid anhydride hydrolase)는 산 무수물 결합의 가수분해를 촉매하는 가수분해효소의 일종이다. 산 무수물 가수분해효소는 EC 번호 EC 3.6으로 분류된다. 산 무수물 가수분해효소 중 잘 알려져 있는 효소로는 GTP가수분해효소(GTPase)가 있다.

## 같이 보기
- 가수분해효소
- 산 무수물